# Information lifecycle management
Pour les articles homonymes, voir ILM.
Information lifecycle management est un terme anglais faisant référence à la gestion du cycle de vie de l'information (ILM) celui-ci se définissant comme l'ensemble des stratégies mise en place pour administrer les systèmes de stockage des périphériques d'ordinateur. La problématique se situe dans la recherche du meilleur compromis entre la qualité du support de stockage et la valeur de l'information qui lui est inscrite.

## Principe
Avec l'évolution des technologies (loi de Moore), la pérennité des informations est menacée. Il faut donc conserver les informations sensibles sur des supports de stockage externes ainsi que leurs supports de lecture. Par exemple, pour conserver des disquette ZIP, il faut aussi conserver le lecteur adéquat.

## Évolutions
De plus, les différents acteurs doivent aussi avoir accès à l'information (les clients, les fournisseurs, les partenaires ou le public). Il faut donc qu'elle soit disponible immédiatement.
Les ressources vont s'accroître avec le temps. Il faut donc prendre en compte également le facteur d'encombrement.